# Cristești (okręg Arad)
Cristești – wieś w Rumunii, w okręgu Arad, w gminie Hălmagiu. W 2011 roku liczyła 103 mieszkańców. 